# Acid valerenic
Axit valerian là một sesquiterpenoid cấu thành của tinh dầu của cây Nữ lang.   
Valerian được sử dụng như một loại thuốc an thần thảo dược có thể hữu ích trong điều trị chứng mất ngủ. Có khả năng một số thành phần của nhà máy đóng góp vào hiệu ứng. Axit Valerenic được cho là ít nhất chịu trách nhiệm một phần cho các tác dụng an thần.
Axit Valerenic hoạt động như một tiểu loại bộ điều biến allosteric dương thụ thể GABAA chọn lọc thông qua một vị trí liên kết trong miền xuyên màng tại giao diện β + α -. Tại các thụ thể thể hiện trong tế bào trứng Xenopus (trứng ếch) cho thấy chỉ có các tổ hợp kết hợp với tiểu đơn vị β2 hoặc β3 được kích thích bởi axit valerenic. Điều chế hoạt động của kênh ion không phụ thuộc đáng kể vào sự kết hợp của các tiểu đơn vị α1, α2, α3 hoặc α5.
Tại axit valerenic thụ thể 5-HT5A hoạt động như một chất chủ vận từng phần. Tiểu loại thụ thể serotonin này được phân phối trong hạt nhân siêu âm, một vùng não nhỏ liên quan đến chu kỳ ngủ-thức.
Một nghiên cứu vào năm 2006 đã tìm thấy chiết xuất valerian cũng như axit valerenic để ức chế NF-B, một phức hợp protein kiểm soát sự phiên mã của DNA, trong tế bào HeLa (tế bào ung thư ở người). Điều này được đo bằng xét nghiệm IL-6 / Luc (Interleukin-6 luciferase) như một công cụ đo lường. Nghiên cứu đề cập rằng sự ức chế như vậy có thể được kết nối với tác động chống viêm được báo cáo của cây valerian.